# Vulcan Foundry
 (octobre 2016).
Si vous disposez d'ouvrages ou d'articles de référence ou si vous connaissez des sites web de qualité traitant du thème abordé ici, merci de compléter l'article en donnant les références utiles à sa vérifiabilité et en les liant à la section « Notes et références ».
Ne doit pas être confondu avec Vulcan Iron Works.
La Vulcan Foundry Limited est un constructeur britannique de locomotive.
Fondé en 1832 à Newton-le-Willows, l'entreprise disparaît en 1962 à la suite de son intégration dans English Electric.

## Production
- Char d'infanterie Matilda Mark II.